# دبی سو وورهیس
دبی سو وورهیس (انگلیسی: Debi Sue Voorhees؛ زاده ۲۸ ژوئیهٔ ۱۹۶۱) یک بازیگر است.